# Thunderdome XII - Caught In The Web Of Death
Albums
Thunderdome XI - The Killing Playground
(1995) Thunderdome XIII - The Joke's On You
(1996)
Thunderdome XII - Caught In The Web Of Death est la douzième compilation de la série des albums Thunderdome, issue du concept du même nom, sortie en 1996.

## Présentation
Caught in the Web of Death est la douzième compilation issue du festival gabber Thunderdome, la première à sortir en 1996. Elle succède à Thunderdome XI - The Killing Playground (1995) et précède Thunderdome XIII - The Joke's On You (1996). La couverture de l'album, artwork de Victor Feenstra, représente une araignée ; elle pourrait être inspirée du film d'horreur Arachnophobie, sorti en 1990.
La compilation comporte quarante pistes. Elle débute avec Here's Johnny (Gabba DJ Mix) de Hocus Pocus, pseudonyme du duo néerlandais Doop pour ses productions hardcores, et se termine avec Move Ya Body de Dano. Elle intègre des productions de DJ Waxweazle, DJ Delirium, Paul Elstak, Omar Santana, 3 Steps Ahead ou des différents membres de la Dreamteam.

## Pistes
| 1.  | Here's Johnny (Gabba DJ Mix)                | Hocus Pocus                |  |
| 2.  | Answer Me                                   | Myrmidon                   |  |
| 3.  | Immortality                                 | DJ Buzz Fuzz & DJ Delirium |  |
| 4.  | Dopeman (Org. Mix)                          | DJ Gizmo                   |  |
| 5.  | Mind Explosion                              | Lords Of The Underworld    |  |
| 6.  | U Gotta Give It Babe                        | Too Small                  |  |
| 7.  | I Wanna Rock You                            | The Controllers            |  |
| 8.  | Pump It                                     | Psylocke                   |  |
| 9.  | Hardcore Power                              | DJ Waxweazle               |  |
| 10. | Return Of A Looney (DJ Jordens Mix)         | Renata Riccardi            |  |
| 11. | What The Fuck Are You Laughing At           | Tripax                     |  |
| 12. | The Mixer                                   | Cixx                       |  |
| 13. | Loud As Fuck (54321 Mix)                    | DJ Sim                     |  |
| 14. | Our House Is Your House                     | DJ E-Rick & Tactic         |  |
| 15. | Turntable Junkie                            | Scarface                   |  |
| 16. | My DJ...Cutz                                | Paradox                    |  |
| 17. | DJ Rob's 20 Seconds                         | DJ Rob                     |  |
| 18. | Destroyer                                   | DJ Buzz Fuzz               |  |
| 19. | I'm The Law                                 | The Judges & DJ Promo      |  |
| 20. | Don't Fuck With The Chuck (Toys R Us Remix) | Chucky                     |  |

| 1.  | Ecstasy, You Got What I Need            | Rob Gee                               |  |
| 2.  | Ruffneck (Sound Of The Drum & The Bass) | Wedlock                               |  |
| 3.  | Code Red                                | DJ Paul Elstak & Darrien Kelly        |  |
| 4.  | Raggabum (DJ Isaac Remix)               | Triplet                               |  |
| 5.  | Bonkers (Stunned Guys Mix)              | The Riders                            |  |
| 6.  | Intelegator                             | DJ Davie Forbes                       |  |
| 7.  | Motherfuckin' Music                     | Re-Charge                             |  |
| 8.  | Get On The Move (Hardcore Mix)          | Carlos Masserati                      |  |
| 9.  | Surrender Your Dreamz                   | DJ Delirium                           |  |
| 10. | Slamma Jamma                            | DJ Omar Santana                       |  |
| 11. | Ready To Rock Ya!                       | Happy Toons                           |  |
| 12. | What Is Wrong With Me ?                 | E-Wax                                 |  |
| 13. | B With U                                | 50% Of The Dreamteam                  |  |
| 14. | The Way That We Rock!                   | DJ Delirium & Guitar Rob              |  |
| 15. | Make You Dance                          | DJ Tails & Noizer Feat. General Noise |  |
| 16. | Testcrashin' (4 Minute Mix)             | The Controllers                       |  |
| 17. | Drop It                                 | The Coalition                         |  |
| 18. | Sing It Louder                          | Da Vinci & DJ Promo                   |  |
| 19. | Natural Born Killer                     | Dominion                              |  |
| 20. | Move Ya Body                            | Dano                                  |  |

## Accueil
| Classement                               | Meilleure position | Semaines passées dans le classement | Date d'entrée | Date de sortie |
| ---------------------------------------- | ------------------ | ----------------------------------- | ------------- | -------------- |
| Autriche (Ö3 Austria Top 20 Compilation) | 5                  | 3                                   | 7 avril 1996  | 28 avril 1996  |
| Pays-Bas (Mega Verzamelalbum Top 30)     | 1                  | 8                                   | 16 mars 1996  | 11 mai 1996    |
| Suisse (Schweizer Hitparade)             | 4                  | 6                                   | 17 mars 1996  | 28 avril 1996  |

Elle bénéficie d'un bon accueil aux Pays-Bas, restant huit semaines dans le top 30 des compilations du hit-parade néerlandais, en restant les trois premières à la première place. Elle reste trois semaines dans le classement autrichien des compilations, atteignant sa cinquième place, et six semaines dans le top 25 des compilations du hit-parade suisse, y atteignant la quatrième place.